# Myrmecia chasei
Myrmecia chasei är en myrart som beskrevs av Auguste-Henri Forel 1894. Myrmecia chasei ingår i släktet bulldoggsmyror, och familjen myror. Inga underarter finns listade i Catalogue of Life.